# زهرة الحواشي
زهرة الحواشي أو الوِيرونكة أو الفيرونيكا  (باللاتينية: Veronica) جنس نباتي يتبع الفصيلة الحملية. كانت تصنف سابقًا ضمن الفصيلة الغدبية. تضم أكثر من 500 نوع.

## من أنواعهاالواطنةفيالوطن العربي
1. عَيْن القِطِّ[7] (باللاتينية: Veronica anagalloides) في بلاد الشام وتركيا وبعض مناطق حوض البحر الأسود
2. الظِرْبَاب[7] (باللاتينية: Veronica anagallis-aquatica) في بلاد الشام
3. زهرة الحواشي ثلاثية الأوراق (باللاتينية: Veronica triphyllos) في بلاد الشام
4. زهرة الحواشي ثنائية الفصوص (باللاتينية: Veronica biloba) في بلاد الشام وتركيا
5. زهرة الحواشي الحريرية (باللاتينية: Veronica bombycina) في بلاد الشام وتركيا
6. زهرة الحواشي الحقلية (باللاتينية: Veronica arvensis) في بلاد الشام والمغرب العربي ومعظم مناطق أوروبا
7. زهرة الحواشي الحلبية (باللاتينية: Veronica aleppica) في بلاد الشام
8. زهرة الحواشي رفيعة العناقيد (باللاتينية: Veronica stenobotrys) في بلاد الشام وتركيا
9. زهرة الحواشي الرمادية (باللاتينية: Veronica cinerea) في بلاد الشام وتركيا
10. زهرة الحواشي الرويترية (باللاتينية: Veronica reuterana) في بلاد الشام
11. زهرة الحواشي السورية (باللاتينية: Veronica syriaca) في بلاد الشام ومصر وتركيا
12. زهرة الحواشي عنيبية الأوراق (باللاتينية: Veronica acinifolia) في بلاد الشام
13. زهرة الحواشي الغديرية (باللاتينية: Veronica beccabunga) في بلاد الشام ومصر والمغرب العربي ومعظم مناطق أوروبا
14. زهرة الحواشي الفارسية (باللاتينية: Veronica persica) في بلاد الشام
15. زهرة الحواشي الفطحاء (باللاتينية: Veronica chamaedrys) في بلاد الشام
16. زهرة الحواشي كبيرة العنق (باللاتينية: Veronica macrostachya) في بلاد الشام
17. زهرة الحواشي كثيرة التشعبات (باللاتينية: Veronica caespitosa) في بلاد الشام وتركيا
18. زهرة الحواشي اللامعة (باللاتينية: Veronica polita) في بلاد الشام
19. زهرة الحواشي لبلابية الأوراق (باللاتينية: Veronica hederifolia) في بلاد الشام
20. زهرة الحواشي اللزجة (باللاتينية: Veronica viscosa) في بلاد الشام وتركيا
21. زهرة الحواشي المبكرة (باللاتينية: Veronica praecox) في المغرب العربي وأوروبا
22. زهرة الحواشي متعددة الفلوح (باللاتينية: Veronica multifida) في بلاد الشام
23. زهرة الحواشي المرجية (باللاتينية: Veronica agrestis) في بلاد الشام والمغرب العربي ومعظم مناطق أوروبا
24. زهرة الحواشي المرداء (باللاتينية: Veronica glaberrima) في بلاد الشام وتركيا وبعض مناطق حوض البحر الأسود
25. زهرة الحواشي المشرقية (باللاتينية: Veronica orientalis) في بلاد الشام وتركيا وبعض مناطق حوض البحر الأسود
26. زهرة الحواشي المشقوقة (باللاتينية: Veronica cymbalarioides) في بلاد الشام
27. زهرة الحواشي المفلوعة (باللاتينية: Veronica cymbalaria) في بلاد الشام
28. زهرة الحواشي مقوسة القرون (باللاتينية: Veronica campylopoda) في بلاد الشام
29. زهرة الحواشي ملساء الثمرة (باللاتينية: Veronica leiocarpa) في بلاد الشام وتركيا

## من أنواعها الأخرى
1. زهرة الحواشي الجرداء (باللاتينية: Veronica aphylla)
2. زهرة الحواشي الجعدية (باللاتينية: Veronica teucrium)
3. زهرة الحواشي الخيطية (باللاتينية: Veronica filiformis)
4. زهرة الحواشي الربيعية (باللاتينية: Veronica verna)
5. زهرة الحواشي السلسلية (باللاتينية: Veronica catenata)
6. زهرة الحواشي طويلة الأوراق (باللاتينية: Veronica longifolia)
7. زهرة الحواشي قراصية الأوراق (باللاتينية: Veronica urticifolia)
8. زهرة الحواشي المخزنية (باللاتينية: Veronica officinalis)
9. زهرة الحواشي النمساوية (باللاتينية: Veronica austriaca) وتتبعها زهرة الحواشي النمساوية الجعدية (باللاتينية: Veronica austriaca subsp. teucrium)
10. زهرة الحواشي الوردية (باللاتينية: Veronica rosea)